# If Only (Hanson)
If Only è un singolo del gruppo musicale statunitense Hanson, pubblicato il 3 aprile 2000 come primo estratto dal terzo album in studio This Time Around.

## Tracce
CD Maxi (Europa)
1. If Only (Radio Edit) – 3:59
2. If Only (UK Radio Mix) – 4:04
3. If Only (JFP Club Mix) – 5:58

- If Only (Video)

CD Singolo (Europa)
1. If Only (Radio Edit) – 3:59
2. If Only (LP Version) – 4:30
3. Look At You (Live From Albertane) – 4:21
4. This Time Around / Runaway Run / In The City (Album Snippets) – 2:40

CD Singolo (Australia)
1. If Only (Radio Edit) – 3:59
2. If Only (Album Version) – 4:29
3. I Don't Know – 4:17
4. If Only (UK Radio Mix) – 4:04

- If Only (Video)

## Classifiche
| Classifica (2000) | Posizione massima |
| ----------------- | ----------------- |
| Australia         | 9                 |
| Belgio (Fiandre)  | 47                |
| Belgio (Vallonia) | 48                |
| Finlandia         | 8                 |
| Francia           | 87                |
| Germania          | 68                |
| Irlanda           | 30                |
| Italia            | 9                 |
| Norvegia          | 17                |
| Nuova Zelanda     | 27                |
| Paesi Bassi       | 38                |
| Regno Unito       | 15                |
| Spagna            | 3                 |
| Svezia            | 13                |
| Svizzera          | 47                |